# What About Bob?
What About Bob? (¿Qué pasa con Bob? en España y ¡Qué tal Bob! en Hispanoamérica) es una película dirigida por Frank Oz y estrenada por primera vez en 1991. Está protagonizada por los actores Bill Murray, Richard Dreyfuss, Julie Hagerty y Charlie Korsmo.
La película recibió generalmente reseñas positivas y fue un éxito de taquilla. Se encuentra en la posición n.º 43 en la lista de las "100 películas más graciosas" del canal de televisión británico Bravo.

## Sinopsis
Bob Wiley es un hombre que tiene gran ética de trabajo y trata a la gente con respeto, pero sufre de múltiples fobias y está divorciado porque a su exesposa le gusta Neil Diamond. Pese a pasar por sesiones terapéuticas, no progresa y su neurosis provoca que busque constante ayuda de sus terapeutas.
Agotado por las exigentes condiciones e invasiones de límites personales por parte de Bob, su actual terapeuta lo envía al egoísta Dr. Leo Marvin, quién cree que su libro recién publicado "Pasos de Bebé" le dará renombre. Bob se siente bien por su sesión inicial, pero el Dr. Marvin se deshace de él para poder realizar sus vacaciones familiares que durarían un mes. Incapaz de afrontarlo, Bob sigue a Leo al Lago Winnipesauke, Nuevo Hampshire. Leo se molesta, pero ve la desesperación de Bob y le dice que "tome vacaciones" de sus problemas. Bob parece haber logrado un avance, pero al amanecer, le dice a Leo que también estará de vacaciones en el Lago Winnipesaukee como invitado de los Guttmans, quienes tienen un resentimiento en contra de Leo por haber comprado la casa del lago por la cual han ahorrado años para poder adquirirla.
Leo rechaza los intentos de Bob de entablar amistad con él, ya que cree que ser amigo de un paciente está por debajo de él, pero Bob entabla lazos con la familia de Leo y se siente relacionado con los problemas de los hijos de Leo, Anna y Sigmund, en contraste con el acercamiento clínico de su padre. Bob empieza a disfrutar de la vida, saliendo a navegar con Anna y ayudando a Sigmund a hacer un chapuzón, algo que Leo había intentado hacer infructuosamente por años. Después de que Leo furiosamente empuje a Bob al lago, la esposa de Leo, Fay, invita a Bob a cenar y éste acepta, creyendo que las molestias de Leo hacia Bob son accidentales o parte de su terapia. Tras la cena, una tormenta fuerza a Bob a pasar la noche en la casa. Leo quiere que Bob se aleje de la casa temprano antes de que el personal de Good Morning America llegue para entrevistarlo sobre "Pasos de Bebé". El personal de televisión, ajeno al descontento de Leo, pide que Bob esté en el programa también. Leo se humilla a sí mismo durante la entrevista mientras Bob se muestra relajado y habla bien de Leo y el libro, robando la atención de manera no intencionada.
Leo hace una rabieta e intenta hacer que Bob sea internado en un manicomio, pero es liberado luego de entablar amistad con el personal del mismo, además de contarle chistes de terapia, demostrando su sanidad y demostrando que ha hecho progresos debido a su periodo con la familia del Dr. Marvin. Forzado a retener a Bob, Leo lo abandona en medio de la nada, pero Bob rápidamente vuelve a la casa de Leo mientras varios tropiezos retrasan a Leo. Tras llegar a la noche, Leo es sorprendido por una fiesta de cumpleaños que Fay realizó en secreto, además de sentirse deleitado con la presencia de su hermana Lily. Cuando Bob aparece y pone su brazo alrededor de Lily, Leo se vuelve completamente psicótico y lo ataca. Bob sigue ajeno totalmente a la hostilidad de Leo hasta que Fay le explica el resentimiento de Leo en contra de Bob, quien decide marcharse. Leo ataca una tienda general, robando una escopeta y 20 libras de explosivos, además de secuestrar a Bob a punta de bala. Leo lo lleva a los bosques y lo ata con los explosivos, llamándolo "terapia de muerte", y vuelve a la casa, alegremente preparando su historia para ocultar el posible asesinato. Creyendo que los explosivos son artefactos que sirven como metáfora para sus problemas, Bob aplica los "Pasos de Bebé" de Leo y logra escapar de sus restricciones y miedos que quedaban; se reúne con los Marvins y felicita a Leo por haberlo curado. La casa vacacional de los Marvins detona después de que Bob revela que dejó los explosivos en el interior. Horrorizado, Leo cae en un estado catatónico y es internado.
Un tiempo después, un aún catatónico Leo es traído a la boda de Bob y Lily. Tras el pronunciamiento de ambos como marido y mujer respectivamente, Leo recupera sus sentidos y grita "No!", pero el sentimiento se pierde en la alegría de la familia sobre su recuperación. El texto al término de la película revela que Bob regresó a la escuela y se volvió un psicólogo, luego escribió un libro que tuvo buenas ventas titulado "Terapia de Muerte" y que Leo lo está demandando por las regalías.

## Reparto
- Bill Murray com Bob Wiley.
- Richard Dreyfuss como Dr. Leo Marvin
- Julie Hagerty como Fay Marvin.
- Charlie Korsmo como Sigmund "Siggy" Marvin.
- Kathryn Erbe como Anna Marvin.
- Tom Aldredge como el Sr. Guttman
- Susan Willis como la Sra. Guttman
- Roger Bowen como Phil.
- Fran Brill como Lily Marvin.
- Brian Reddy como Carswell Fensterwald.
- Doris Belack como la Dra. Catherine Tomsky.

## Producción
Antes de que Frank Oz fuera contratado para dirigir, Garry Marshall fue considerado, y Woody Allen fue abordado para hacer el papel del Dr. Leo Marvin. Allen también fue considerado para dirigir y posiblemente coescribir el libreto con Tom Schulman. No obstante, debido a que Allen siempre generaba sus propios proyectos en lugar de recibir una propiedad existente para hacerla suya, Oz fue oficialmente contratado para dirigir. Allen también rechazó el papel, por lo que Richard Dreyfuss fue elegido finalmente para el papel. Patrick Stewart también fue considerado para el papel. Mientras la película estaba en su primera fase de desarrollo, Robin Williams estaba involucrado en el proyecto.
Oz admitió en entrevistas que había una tensión en el set durante la realización de la película. Además, tanto Murray como Dreyfuss han confirmado en entrevistas separadas que ellos no se llevaban bien en la vida real:

Es entretenido - Todos conocen a alguien como el sujeto Bob (Richard Dreyfuss y yo) no nos llevamos bien en la película particularmente, pero funcionó para la película. Es decir, lo volví loco, y él me incitó a que yo lo volviera loco.
Bill Murray, entrevista con Entertainment Weekly. 19 de marzo de 1993

¿Acerca de ella? Película divertida. Experiencia terriblemente desagradable. No nos llevamos bien, yo y Bill Murray. Pero debo darle el crédito: No le caigo bien, pero él me hace reír incluso ahora. También estoy celoso que él sea un mejor golfista que yo. Es una película divertida. Nadie se acerca a ti y te dice, “Yo me identifico con el paciente.” Ellos siempre dicen, “Yo tengo pacientes así. Yo me identifico con tu personaje.” Nadie te dice que están dispuestos a identificarse con el otro personaje.
Richard Dreyfuss, entrevista con The A.V. Club. 8 de octubre de 2009.

La productora Laura Ziskin recordó haber tenido un desacuerdo con Murray que le llevó a que este último a arrojarla en un lago. Ziskin confirmó en 2003, “Bill también me amenazó con arrojarme a lo largo el estacionamiento y luego rompió mis lentes de sol y los arrojó a lo largo del estacionamiento. Estaba furiosa y enfadada en el tiempo, pero habiendo producido una docena de películas, puedo decir con seguridad que no es un comportamiento común.”

## Recepción
What About Bob? fue un éxito. recaudó $63 millones en USA
más $29 millones en video.

Las críticas fueron también favorables. Rotten Tomatoes le dio un 83%."
Leonard Maltin le dio tres estrellas de cuatro y destacó la química entre Murray y Dreyfuss, pero dijo que el final era demasiado abrupto y algo tonto.
Lou Cedrone, en cambio, dijo que el film era muy predecible y más irritante que divertido.